# Frank McGarvey
Francis Peter McGarvey (Glasgow, 17 de março de 1956 – 1 de janeiro de 2023) foi um futebolista escocês, que atuou como atacante.[carece de fontes?] Ficou muito conhecido por ser atleta do Celtic. Também representou a Seleção Escocesa de Futebol em partidas internacionais.

## Biografia
McGarvey nasceu em Glasgow em 17 de março de 1956. Seu primeiro clube foi o Kilsyth Rangers para o início da temporada 1974-1975, onde terminou a temporada como artilheiro da competição com 21 gols. Com o bom desempenho foi contratado pelo técnico Alex Ferguson para o St Mirren após uma dica de Willie Thornton, o ex-jogador do Rangers e assistente técnico. Realizou sua estreia pelo St Mirren em 26 de abril de 1975 e logo se tornou titular regular do time, marcando 17 vezes na temporada 1976-77 e ajudando o clube a vencer a Primeira Divisão Escocesa.
A forma de McGarvey atraiu a atenção de Bob Paisley e, em maio de 1979, McGarvey assinou com o Liverpool por 270.000 libras. Sua passagem pelo clube durou dez meses. Incapaz de entrar no time titular, buscou uma transferência. O Liverpool aceitou uma oferta de 270.000 libras do Celtic em março de 1980 e, por um curto período, McGarvey se tornou o jogador de futebol mais caro da Escócia.
McGarvey jogou 245 partidas pelo Celtic em cinco anos, marcando 113 gols. Naquela época, ele ganhou dois campeonatos da Liga, duas Copas da Escócia e uma Copa da Liga Escocesa; no entanto, o técnico do Celtic, David Hay, decidiu que Mo Johnston e Brian McClair seriam seus atacantes preferidos para a temporada de 1985-86 e decidiu não oferecer uma extensão de contrato a McGarvey. Em seu último jogo pelo Celtic, ele marcou o gol da vitória a seis minutos contra o Aberdeen em partida pela Copa da Escócia de 1985.
Em junho de 1985, McGarvey voltou ao St Mirren por 80.000 libras. Dois anos após o retorno, ganhou sua terceira Copa da Escócia pelo clube. No total,  vestiu 387 vezes a camisa do St Mirren, marcando 125 gols. Posteriormente em sua carreira, McGarvey teve passagens pelo clube Queen of the South Football Club (onde foi jogador-treinador), Clyde Football Club (com quem ganhou o título do Campeonato da Segunda Divisão aos 37 anos).
Tendo se aposentado do jogo antes que os jogadores de futebol começassem a ganhar altos salários (ele observou que ganhava 330 libras por semana enquanto jogava pelo Celtic), McGarvey mais tarde trabalhou como marceneiro na Escócia.
No ano de 2008, McGarvey escreveu uma autobiografia, Totally Frank, na qual descreveu os altos e baixos de sua carreira e revelou como superou um antigo vício em jogos de azar.
Em 2009, o Celtic empatou com o Rapid Vienna da Áustria em um empate da Liga Europa - 25 anos depois de um polêmico jogo da Taça dos Clubes Vencedores de Taças, quando um jogador do Rapid Vienna alegou ter sido atingido por uma garrafa atirada por um torcedor do Celtic. O Celtic estava na liderança, mas a União das Associações Europeias de Futebol (UEFA) ordenou o replay da partida em campo neutro - e o time austríaco acabou vencendo a revanche em Old Trafford, Manchester. McGarvey gerou polêmica entre os dirigentes e torcedores do Rapid Vienna ao instar o clube a se desculpar pelo que classificou como "completamente desrespeitoso" e um "ninho de vespas" na forma de seus torcedores se comportando de uma maneira que causou o cancelamento do jogo na esperança de conseguir passar para a próxima fase da competição.

### Morte
Em outubro de 2022, a família de McGarvey anunciou que ele havia sido diagnosticado com câncer pancreático. Frank morreu em 1º de janeiro de 2023, aos 66 anos, com seu filho confirmando a notícia nas redes sociais.

## Títulos

### St Mirren
- Scottish Premiership: 1976-77[17]
- Copa da Escócia: 1986-87[18]

### Liverpool
- The Central League: 1979-80[19][20]

### Celtic
- Scottish Premiership: 1980-1981, 1981-1982[21]
- Copa da Escócia: 1979–80, 1984–85[21][22]
- Copa da Liga Escocesa: 1982–83[21][23]

### Clyde
- Scottish Championship: 1992-93[21][10]

### Shotts Bon Accord
- Central Junior Football League: 1994-1995[24]

## Livros
- Totally Frank: The Frank McGarvey Story, Random House, 2011.[25]